# New Star FC
El New Star Football Club es un equipo de fútbol de Camerún que juega en la Segunda División de Camerún, la segunda liga de fútbol más importante del país.

## Historia
Fue fundado en la ciudad de Duala y es uno de varios equipos de la ciudad que han estado en la Primera División de Camerún, aunque nunca ha sido campeón de la máxima categoría. 
Su primer logro importante fue el haber llegado a la final de la Copa de Camerún en la temporada 2011/12, en la cual perdieron ante el Unisport de Bafang.
En 2017 logra ganar su primer título importante cuando vence en la final de la copa de Camerún al UMS de Loum 1-0.
El club es eliminado de la Copa Confederación de la CAF 2018 luego de perder en la ronda preliminar ante el Deportivo Niefang de Guinea Ecuatorial.

## Palmarés
- Copa de Camerún: 1

2017
- - Finalista: 1

2011/12

## Participación en competiciones de la CAF
| Temporada | Torneo                       | Ronda      | Club              | Casa | Visita | Global  |
| --------- | ---------------------------- | ---------- | ----------------- | ---- | ------ | ------- |
| 2016      | Copa Confederación de la CAF | Preliminar | Renaissance FC    | 2-2  | 0-1    | 2-3     |
| 2018      | Copa Confederación de la CAF | Preliminar | Deportivo Niefang | 2-1  | 0-1    | 2-2 (a) |
| 2018/19   | Copa Confederación de la CAF | Preliminar | Vital'O FC        | 0-0  | 4-1    | 4-1     |
| 2018/19   | Copa Confederación de la CAF | 1          | Al Ahli Tripoli   | 0-0  | 1-1    | 1-1 (a) |
| 2018/19   | Copa Confederación de la CAF | Playoff    | Gor Mahia FC      | 0-0  | 1-2    | 1-2     |